# Синявка (Корюківський район)
Синя́вка — село в Україні, у Менській міській громаді Корюківського району Чернігівської області. Населення становить 450 осіб. До 2016  орган місцевого самоврядування — Синявська сільська рада об'єднаної територіальної громади. Нині село Синявка входить до складу Менської ОТГ. 
Синявка розташована за 25 км від центру громади і за 9 км від залізничної станції Низківка.

## Історія
Відома з першої половини XVII ст. По Деулінському перемир'ю 1618 року відійшла до Речі Посполитої.
З 1649 року — у складі Менської сотні Війська Запорозького, від 1652 року — сотенне місто Ніжинського та згодом Чернігівського полків Української держави Богдана Хмельницького. У зв'язку з ліквідацією полкового устрою, Чернігівський полк 1782 року припинив своє існування, а його територія (зокрема й Синявка) увійшла до Чернігівського намісництва.
У 1866 році в Синявці — 396 дворів, 2688 жителів, 2 ярмарки на рік, три дерев'яні церкви: Троїцька (1875 р.), Миколаївська (1748 р., перебудовані в 1810 р.: обидві знесені в 1930-х рр.), Покровська церква (1775 р.).
У 1897 році в селі — 715 дворів, 3082 жителів, земська школа, два ярмарки.
1923 - 1925 - містечко, центр Синявського району Сновської округи, 821 господарство, 3579 мешканців.
12 червня 2020 року, відповідно до розпорядження Кабінету Міністрів України № 730-р «Про визначення адміністративних центрів та затвердження територій територіальних громад Чернігівської області», увійшло до складу Менської міської громади.
19 липня 2020 року, внаслідок адміністративно-територіальної реформи та ліквідації Менського району, село увійшло до складу Корюківського району.

## Пам'ятки історії, об'єкти туризму
Біля Синявки були знайдені кургани II—I тис. до н. е. і поселення Київської Русі (X–XIII ст.).
Дерев'яна триголова Покровська церква (1706 р., народна архітектура Лівобережжя періоду українського бароко, розписи, панікадило). Рідкісний приклад для цього регіону України дерев'яних будівель початку XVIII ст., що збереглися в первинному виді. Поруч — будинок школи в стилі модерн (1900-ті роки).
Покровська церква складалася з трьох приміщень, розташованих в одну лінію, кожне з яких завершувалося куполом. При вході в храм знаходився «бабинець» (чи притвор, нартекс) — місце в храмі для жінок із дітьми, далі йшло основне приміщення церкви і вівтар.

## Роди
1858 року козацька громада Синявки складалася з 1993 осіб, які належали до таких родів:
- Алексієнко, Андрухан, Арищенко, Баглай,
- Бідний, Боженко, Божинський, Бойко, Бондаренко, Брезкун, Бугай, Буцик,
- Василенко, Василькович, Велигоцький, Веребей, Веретенник, Власенко,
- Герасименко, Гой, Голуб, Гузь,
- Давидченко, Данюченко, Даценко, Дей, Демидок, Ділай, Довженко, Дорошевич, Дражжа, Дубровний, Дудченко, Душенькевич, Дяговець, Дягтяренко,
- Жеведський,
- Замарій, Зезуль (?), Зімодра, Зінченко,
- Іваненко, Івахненко, Івка, Ігнатенко, Ільєнко, Ісаєнко,
- Калатуша, Калюжний, Канадиба, Кастюченко, Качура, Кимлач, Кимстач, Кирієнко, Киселенко, Кисіль, Кислюк, Коваленко, Ковда, Ковмар (?), Ковтун, Ковшар (?), Команда, Кондратенко, Король, Косенко, Костюченко, Котляр, Котюх, Крамаренко, Крот, Куда, Кудина (удова), Куличок,
- Лацук, Лебединський, Левенець, Лепеса, Лесенко, Лозовий, Лукьяненко, Лукьянець, Луппа,
- Малафій, Мамченко, Машура, Мороз, Моховик, Музиченко,
- Наливайко, Науменко, Невжинський, Невтієнко, Невшупа,
- Олифіренко, Осипенко, Остом-Дубина,
- Павлушенко, Перебинос, Петрук, Пилипенко, Пилькак (?), Покришка, Поминосенко (?), Пономаренко, Попович, Поташний (?), Прокопенко, Прокопущенко, Проценко,
- Рибченко, Римар, Рог, Рубан, Рясний,
- Савченко, Савченок, Сапон, Сауцький, Сахненко, Свиридок він же Левенець, Свиридок, Свиридюк, Святка, Семко, Сердюк, Середа, Середенко, Сивенко, Сидоренко, Слигун, Слизький, Снапок, Соломашенко, Стоценко, Сукач, Сухацький,
- Тараньок, Тарасенко, Терещенко, Ткач, Ткаченко, Тужик,
- Уклеїна (дівиця),
- Федосенко, Фесенко, Филон, Фурса,
- Хадюк, Хрипковський,
- Циганок,
- Чепа, Чепик, Чижик, Чичик, Чубинський,
- Шаповал, Швець, Шевченок, Шкляр, Шульга,
- Ювженко, Юрець, Ющенко,
- Яковенко, Ященок.

## Уродженці Синявки
- Український кобзар П. Ф. Ткаченко-Галашко (1878-1918), 100-річчя з дня народження якого відзначалося за рішенням ЮНЕСКО;
- Дубрівний Павло Омелянович — український військовик армії УНР, старшина 1-ї козацько-стрілецької (Сірожупанної) дивізії;
- український літературознавець, професор С. В. Савченко (1889-1942);
- Шкляр Василь Прокопович (1887—1950), громадсько-політичний діяч, інженер-економіст, кооператор; командир 5-ї сотні 243-го запасного пішого полку Армії УНР, голова Української ради 243-го запасного пішого полку (19.05.1917), член Всеукраїнської ради військових депутатів (14.07.1917), член Центральної Ради;
- доктор біологічних наук Г. В. Ткаченко;
- доктор філологічних наук О. І. Дей;
- доктор технічних наук Г. К. Філоненко.